# Alicja Bełcikowska
Alicja Bełcikowska z domu  Lebensraum (ur. 5 lipca 1898 w Warszawie, zm. 20/21 czerwca 1940 w Palmirach) – polska dziennikarka, politolożka i działaczka społeczna.

## Życiorys
Ukończyła gimnazjum Antoniny Walickiej, a następnie kursy szkoły sztuk stosowanych. Od 1915 należała do konspiracyjnego harcerstwa. W latach 1915–1918 była członkiem Polskiej Organizacji Wojskowej i Ligi Kobiet Polskich Pogotowia Wojennego. Od 1918 referentka w Ministerstwie Spraw Wewnętrznych. Podczas wojny polsko-ukraińskiej była sanitariuszką a od 1920 służyła w 2 Ochotniczej Legii Kobiet w Wilnie. Redagowała pismo „Pod Karabinem”. Od 1922 zajmowała się publicystyką. W latach 1926-1927 redagowała i wydawała pismo "Biuletyn Polityczny". W latach 1927–1928 współpracowała z Demokratycznym Komitetem Wyborczym Kobiet Polskich i BBWR. Od 1930 przez dwa lata była członkiem FIDAC-u. Redagowała Śpiewnik Obrońców Ojczyzny oraz pracowała w wydziale polityczno-propagandowym Światowego Związku Polaków z Zagranicy. Członkini Związku Pracy Obywatelskiej Kobiet. Prowadziła audycje o charakterze politologicznym w Polskim Radio. Aresztowana razem z mężem Janem i córką Anną została uwięziona na Pawiaku, zginęła wraz z nimi rozstrzelana podczas jednej z egzekucji w Palmirach.
W 1951 jej praca Niech żyje Marszałek Józef Piłsudski!: życiorys, pieśni, poezje została wycofana z polskich bibliotek oraz objęta cenzurą.

### Publikacje
- Ruch zawodowy w Polsce Warszawa 1922;
- Komunizm wobec parlamentaryzmu. Przyczynki i dokumenty do dziejów komunizmu międzynarodowego i polskiego, Warszawa 1922;
- Polityczne związki młodzieży w Polsce w roku 1925. Charakterystyki, dane historyczne, programy, rezolucje, organizacje partyjne, prasa, przywódcy Warszawa 1925;
- Stronnictwa i związki polityczne w Polsce, Warszawa 1925;[5]
- Przewodnik praktyczny po Sejmie i Senacie Rzeczypospolitej Polskiej, Warszawa 1925;[6]
- Stronnictwa polityczne w Polsce. Popularny przewodnik praktyczny ilustrowany 23-ema fotografiami wybitnych posłów sejmowych Warszawa 1926;[7]
- Walki majowe w Warszawie.11 maj - 16 maj 1926, Warszawa 1926;[8]
- [wraz z Janem Bełcikowskim] Ku czci Gabriela Narutowicza Pierwszego Prezydenta Rzeczypospolitej Polskiej; 16.XII.1922-16.XII.1926. Warszawa 1926;
- Rzeczpospolita Polska pod względem narodowościowym i wyznaniowym; Cztery wielobarwne Wykresy, obrazujące Stosunki narodowościowe i wyznaniowe w Polsce i w jej poszczególnych województwach, według powszechnego spisu ludności z Dnia 30 Września 1921 Roku Warszawa 1926;[9]
- Powstanie listopadowe. Zbiór pieśni i poezji poprzedzony zarysem historii powstania (1830-1930), Warszawa 1930;
- Powstanie styczniowe: zbiór pieśni i poezji poprzedzony zarysem historii powstania, Warszawa 1931;
- Powstanie kościuszkowskie. Zbiór pieśni i poezji poprzedzony zarysem historii powstania; Warszawa 1931
- Święto 3 maja, Warszawa 1932;
- Marszałek Piłsudski w służbie Ojczyzny Warszawa 1933;
- Król Jan III i odsiecz Wiednia. Opracowania (1933);
- Niech żyje Marszałek Józef Piłsudski (1933)
- Partie polityczne i związki zawodowe w Polsce wobec wyborów do Sejmu i Senatu w 1935 r., Warszawa 1935
- Święto 6 sierpnia, Warszawa 1937;
- Polska Organizacja Wojskowa w pieśni i poezji, Warszawa 1939
- Polska Organizacja Wojskowa. Zarys dziejów, Warszawa 1939

### Odznaczona
Odznaczona Medalem Niepodległości (1933).

## Życie prywatne
Córka Maksymiliana Lebensrauma i Zofii z Chorwatów. Wyszła za mąż za Jana Maksymiliana Bełcikowskiego (1874-1940), mieli córkę Annę (1921-1940)